# Pordenone Calcio 1983-1984
Questa voce raccoglie le informazioni riguardanti il Pordenone Calcio nelle competizioni ufficiali della stagione 1983-1984.

## Rosa
| N. |                   | Ruolo | Calciatore       |
| -- | ----------------- | ----- | ---------------- |
|    | Italia (bandiera) | D     | Bruno Antoniazzi |
|    | Italia (bandiera) | C     | Marco Ardit      |
|    | Italia (bandiera) | D     | Alberto Bollis   |
|    | Italia (bandiera) | A     | Muccio Bresolin  |
|    | Italia (bandiera) | C     | Renato Calliman  |
|    | Italia (bandiera) | C     | Claudio Canzian  |
|    | Italia (bandiera) | D     | Mauro Catto      |
|    | Italia (bandiera) | C     | Andrea Dei Rossi |
|    | Italia (bandiera) |       | D'Incà           |
|    | Italia (bandiera) | C     | Gianni Dreolini  |
|    | Italia (bandiera) | D     | Nico Facciolo    |

| N. |                   | Ruolo | Calciatore         |
| -- | ----------------- | ----- | ------------------ |
|    | Italia (bandiera) | C     | Adriano Fedele     |
|    | Italia (bandiera) | D     | Daniele Fortunato  |
|    | Italia (bandiera) | A     | Paolo Gregorich    |
|    | Italia (bandiera) | C     | Claudio Minincleri |
|    | Italia (bandiera) | D     | Claudio Moro       |
|    | Italia (bandiera) | P     | Fabio Pisani       |
|    | Italia (bandiera) | C     | Gianni Pivetta     |
|    | Italia (bandiera) | D     | Maurizio Siega     |
|    | Italia (bandiera) | C     | Sergio Vriz        |
|    | Italia (bandiera) | C     | Giorgio Zuccheri   |